# Minimo
Minimo (ze slov „Mini Mozilla“) byl webový prohlížeč pro mobilní zařízení typu PDA, založený na Mozille. Kromě samotného prohlížeče bylo cílem usnadnit používání částí Mozilly v zařízeních, které jsou limitovány zdroji (CPU, RAM apod.).
Hlavním tvůrcem tohoto prohlížeče byl Doug Turner, který vedl projekt od jeho prvopočátku. Ten byl angažován Mozilla Foundation pro práci na plný úvazek na Minimu v prosinci 2004. Vývoj Minima byl též financován společností Nokia.